# Пракельтська мова
Пракельтська (протокельтська) мова — реконструйована мова, яка є предком усіх відомих кельтських мов. Її лексика може бути більш-менш достовірно відновлена за допомогою порівняльно-історичного методу мовознавства. Пракельтська мова розвинулася з окремих діалектів праіндоєвропейської мови, є її найзахіднішим відгалуженням. Деякі мовознавці вважають, що вона перебуває у близькій спорідненості з італійськими мовами (так звана італо-кельтська гіпотеза). Крім того, протокельтська мова має багато спільних рис з мовами германської, балтійської і слов'янської груп. Конкретні зв'язки між мовами цих груп є дискусійними. 
Існують різні точки зору стосовно часу відокремлення (виділення) пракельтської мови від загальноіндоєвропейської. Певні глотохронологічні підрахунки свідчать про виникнення окремої кельтської гілки близько 6000 років тому.
Найдавніша виразна територія розповсюдження пракельтської мови може відповідати місцям поширення гальштатської культури, західній окраїні культури полів поховальних урн на початку І тисячоріччя до н.е. Історично окремі кельтські мови фіксуються приблизно з 800 р. до н. н., саме цим часом можна стверджувати про розпад єдиної протокельтської мови на окремі гілки (чи групи). 
Реконструкція пракельтської мови ще й досі проводиться. Хоча мертві континентальні кельтські мови дають відносно багато відомостей в галузі фонології, у меншій мірі морфології, одначе писемного матеріалу ще занадто мало, аби точно реконструювати синтаксис цих мов. Незважаючи на деякі вислови, записані галльською і кельтіберською мовами, найдавнішою літературою кельтськими є все-таки література архаїчною ірландською мовою, яка містить ранні записи острівними кельтськими мовами.

## Реконструйовані слова
Матір — mātīr; батько — φatīr; брат — brātīr; сестра — swesor; дім — tegos; сонце — sāwel; грати — reb; день — din, diwo; йти — gad, kei; один — oino; два — dwei; три — tisres; людина — donjo; звір — mīlo; річка — abon, sindā; король — rīg; принц — brigantīnos; королівство — rīgjo; родич — gnōto; любов, кохання — karatu, wenā; іноземець — allo-mrog-i; літо — samo; осінь — kento-gijamo; зима — gajamo; весна — φerrāko; вітер — dī-reig-n.

## Реконструйовані звуки
Фонологічні розходження між праіндоєвропейською та пракельтською мовами наведено нижче: 

### Приголосні
| Праіндоєвропейська | Пракельтська | Приклад                                                 |
| ------------------ | ------------ | ------------------------------------------------------- |
| *p                 | *φ           | *ph₂tēr > *φatīr 'батько'                               |
| *t                 | *t           | *treyes > *trīs 'три'                                   |
| *k, ḱ              | *k           | *kan- > *kan- 'співати' *ḱm̥tom > *kantom 'сто'          |
| *kʷ                | *kʷ          | *kʷetwr̥ > *kʷetwar 'чотири'                             |
| *b                 | *b           | *dʰub-no- > *dubno- 'глибокий'                          |
| *d                 | *d           | *derk- > *derk- 'бачити'                                |
| *g, ǵ              | *g           | *gli- > *gli- 'клеїти'                                  |
| *gʷ                | *b           | *gʷen- > *ben- 'жінка'                                  |
| *bʰ                | *b           | *bʰer- > *ber- 'носити/приносити'                       |
| *dʰ                | *d           | *dʰeh₁- > *dī- 'казати'                                 |
| *gʰ, ǵʰ            | *g           | *gʰabʰ- > *gab- 'брати' *ǵʰelH-ro- > *galaro- 'хвороба' |
| *gʷʰ               | *gʷ          | *gʷʰn̥- > *gʷan- 'убивати, рана'                         |
| *s                 | *s           | *seno- > *seno- 'старий'                                |
| *m                 | *m           | *meh₂tēr > *mātīr 'матір'                               |
| *n                 | *n           | *nepōt- > *neφūt- 'племінник'                           |
| *l                 | *l           | *ligʰ- > *lig- 'лизати'                                 |
| *r                 | *r           | *rēǵ-s > *rīgs 'король'                                 |
| *y                 | *y           | *yuwn̥ko- > *yuwanko- 'молодий'                          |
| *w                 | *w           | *wlati- > *wlati- 'влада'                               |

### Голосні
| Праіндоєвропейська                     | Пракельтська | Приклад                                                |
| -------------------------------------- | ------------ | ------------------------------------------------------ |
| *a, h₂e                                | *a           | *h₂ebon- > *abon- 'річка'                              |
| *ā, *eh₂                               | *ā           | *bʰreh₂tēr > *brātīr 'брат'                            |
| *e, h₁e                                | *e           | *seno- > *seno- 'старий'                               |
| *ē, eh₁                                | *ī           | *wērh₁o- > *wīro- 'правдивий'                          |
| *o, Ho, h₃e                            | *o           | *rotos > *rotos 'порада'                               |
| *i                                     | *i           | *gʷitu- > *bitu- 'світ'                                |
| *ī, iH                                 | *ī           | *rīmeh₂ > *rīmā 'число'                                |
| *ai, h₂ei, eh₂i                        | *ai          | *kaikos > *kaikos 'сліпий' *seh₂itlo- > *saitlo- 'вік' |
| *(h₁)ei, ēi, eh₁i                      | *ē           | *deiwos > *dēwos 'бог'                                 |
| *oi, ōi, h₃ei, eh₃i                    | *oi          | *oinos > *oinos 'один'                                 |
| *ū, uH                                 | *ū           | *ruHneh₂ > *rūnā 'таємниця' (vgl. руни!)'              |
| *au, h₂eu, eh₂u                        | *au          | *tausos > *tausos 'спокійний'                          |
| *(h₁)eu, ēu, eh₁u; *ou, ōu, h₃eu, eh₃u | *ou          | *teuteh₂ > *toutā 'народ'                              |
| *m̥                                     | *am          | *dm̥-na- > *damna- 'підкоряти'                          |
| *n̥                                     | *an          | *dn̥t- > *dant- 'зуб'                                   |